# Peter Haak
Peter Haak (* 6. August 1947; † 7. Juni 2008) war ein deutscher Fußballtorwart.

## Karriere
Haak wechselte 1971 von Bremerhaven 93 zum Bundesligisten Werder Bremen. Er war in der damals zweitklassigen Fußball-Regionalliga Nord bei Bremerhaven 93 in den Runden 1969/70 und 1970/71 Reservetorhüter hinter Horst Grunenberg (1969/70) beziehungsweise Dieter Rost (1970/71). Ein Regionalligaspiel in der Saison 1969/70 gegen Arminia Hannover am 26. April 1970 steht in seiner Statistik.
Haak war in der Bremer Mannschaft nach Günter Bernard der Ersatztorhüter. Er debütierte am 8. April 1972 beim Auswärtsspiel gegen den FC Bayern München in der Bundesliga. Haak absolvierte insgesamt drei Spiele.
Haak wechselte zur Runde 1972/73 zum VfB Rot-Weiß Braunschweig in die Verbandsliga Ost in Niedersachsen.